# Janusz Patrzykont
Janusz Stanisław Patrzykont (Kramsk, 9 de maio de 1912 - Poznań, 9 de dezembro de 1982) é um ex-basquetebolista polonês que integrou a seleção polonesa que competiu nos VI Jogos Olímpicos de Verão realizados em Berlim em 1936.